# Antonio da Correggio
Antonio da Correggio of kortweg Correggio (uitspraak: kərĕj'ō) en geboren als Antonio Allegri (Correggio, circa augustus 1489 - aldaar, 5 maart 1534) was een Italiaanse kunstschilder. Zijn naam Correggio is afgeleid van zijn geboorteplaats.
Correggio kwam vrij jong in aanraking met de schilderwereld. Zijn oom Lorenzo Allegri was namelijk ook schilder. Van hem leerde hij de basistechnieken. Zijn vader was koopman. Over zijn jeugdjaren is verder nauwelijks iets bekend. De eerste echte referentie is wanneer hij leerling is van Francesco Bianchi Ferrara tussen 1503 en 1505. Er wordt van uitgegaan dat hij hier het echte schilderen leerde. In deze periode werd hij behalve door Bianchi Ferrara ook beïnvloed door de werken van Lorenzo Costa en Francesco Francia. Dit is terug te zien in zijn vroegste werken, waaronder Madonna van St. Franciscus (te zien in Dresden) en Het mystieke huwelijk van St. Catherina (in de National Gallery of Art te Washington D.C.). Later ziet men de invloeden van uiteenlopende stijlen, van Andrea Mantegna tot Leonardo da Vinci.ā
In 1518 kreeg Correggio een van zijn belangrijke opdrachten. In Parma kreeg hij de opdracht te werken aan de decoratie van het klooster van San Paolo. Dit was een groot succes en hij kreeg daarna ook meer opdrachten. Hij oogstte veel aanzien met de serie van goden. Ook schilderde hij vele mythologische scènes, onder meer Danae, Antiope en Io. In Parma werkte hij vanaf 1520 aan het fresco in de koepel van de San Giovanni Evangelista. Daarna begon hij in de koepel van de kathedraal (ook in Parma) aan de Tenhemelopneming van de Maagd, dat uiteindelijk een van zijn beroemdste werken is geworden. In dit werk komen heiligen, patriarchen en apostelen allen tevoorschijn uit de wolken rondom Maria.
Andere bekende en belangrijke werken zijn Aanbidding van het Kind (in de Uffizi te Florence), Madonna en heiligen (te zien in het Philadelphia Museum of Art te Philadelphia) en Madonna van de heilige Hiëronymus (te zien in Parma).
Correggio's werken worden tot het maniërisme van de Renaissance-schilderkunst gerekend. Zijn mythologische en vaak sensuele schilderijen en plafonddecoraties hebben veel invloed uitgeoefend op de werken van kunstenaars uit barokperiode. Zijn schilderijen worden gekenmerkt door het spel van kleur en licht, door kenners als zacht geduid.

## Musea
Correggio's werken bevinden zich onder andere in:
- het Kunsthistorisches Museum in Wenen
- de Hermitage in Sint-Petersburg
- het Louvre in Parijs
- het Detroit Institute of Arts in Detroit (Michigan)
- het J. Paul Getty Museum in Los Angeles

## Galerij
|  |  |  |  |

- Bibsys: 90181764
- Biblioteca Nacional de España: XX873684
- Bibliothèque nationale de France: cb140061860 (data)
- Catàleg d'autoritats de noms i títols de Catalunya: 981058527721306706
- CiNii: DA0314071X
- Gemeinsame Normdatei: 11867692X
- International Standard Name Identifier: 0000 0003 8595 0883
- KulturNav: 54d59d40-cf91-4164-b6c9-d2216a254886
- Library of Congress Control Number: n80160167
- Nationale Bibliotheek van Letland: 000201034
- Bibliotheek van het Japanse parlement: 00512661
- National Gallery of Victoria: 4566
- Nationale Bibliotheek van Tsjechië: ola2002161478
- Nationale bibliotheek van Australië: 35798972
- Nationale Bibliotheek van Israël: 987007280516105171
- Nationale Bibliotheek van Polen: a0000001178540
- Nationale en Universitaire bibliotheek Zagreb: 000133919
- Nederlandse Thesaurus van Auteursnamen: 070788499
- Réseau des bibliothèques de Suisse occidentale: 02-A000044329
- RKD-Nederlands Instituut voor Kunstgeschiedenis: 18481
- Istituto Centrale per il Catalogo Unico: CFIV002976
- LIBRIS: 182901
- SNAC: w62j6xnx
- Système universitaire de documentation: 027395456
- Museum of New Zealand Te Papa Tongarewa: 58313
- Trove: 1092499
- Union List of Artist Names: 500006208
- Virtual International Authority File: 97748522